# Regen (Stadt)

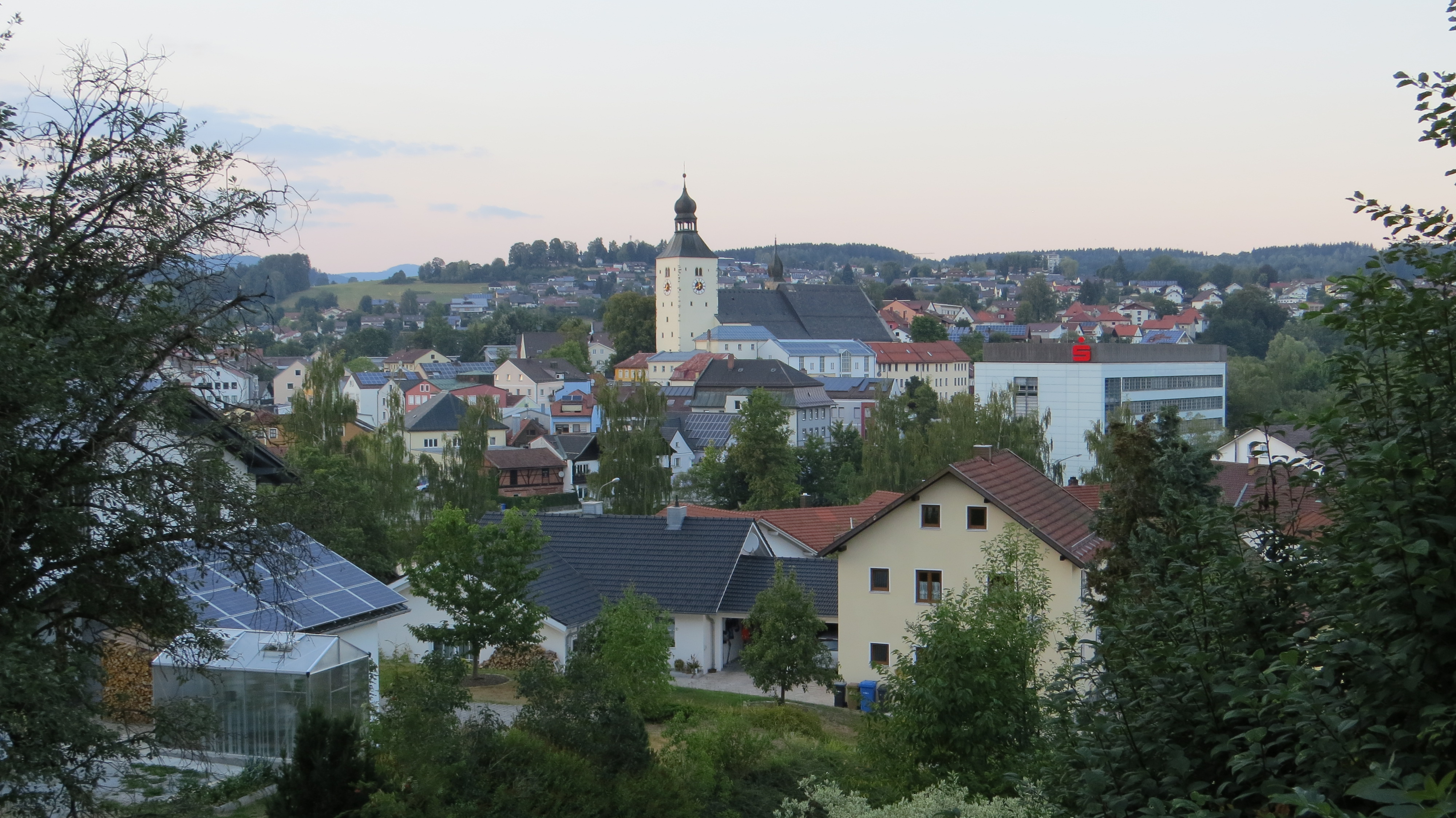
Regen von Süden

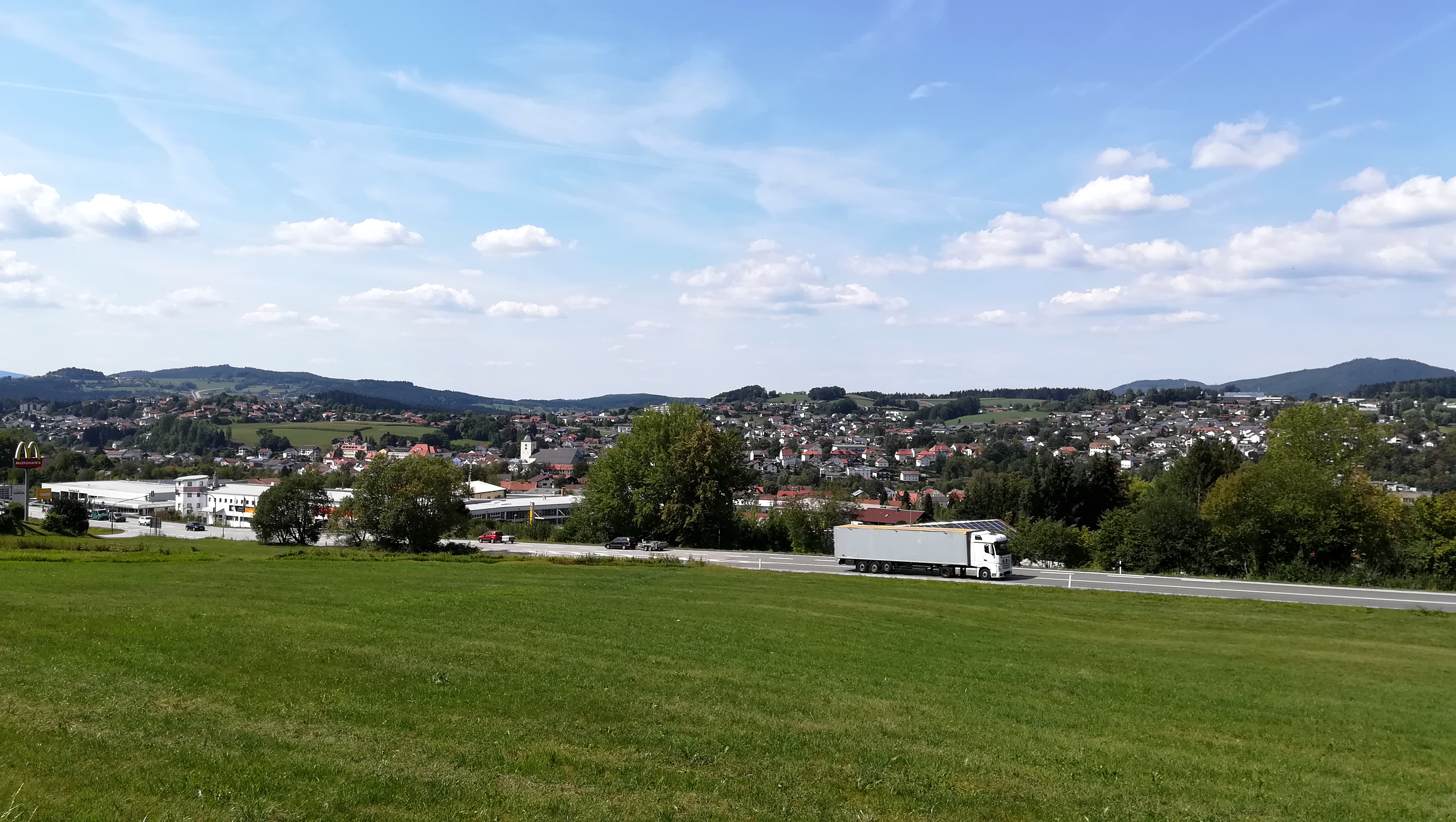
Lage der Stadt Regen

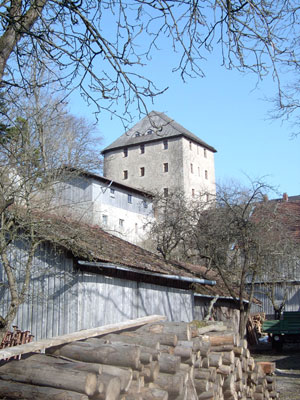
Das „Fressende Haus“ (Buchtitel von Siegfried von Vegesack) im Gebäudeensemble der Burg Weißenstein

Regen ist die Kreisstadt des gleichnamigen Landkreises im Regierungsbezirk Niederbayern und liegt im Bayerischen Wald am Schwarzen Regen. Die Stadt wurde nach dem gleichnamigen Fluss benannt und ist seit dem 7. Dezember 2004 ein staatlich anerkannter Luftkurort.

## Gemeindegliederung
Es gibt 57 Gemeindeteile:
- Aden
- Augrub
- Bärndorf
- Bettmannsäge
- Dreieck
- Ebenhof
- Ecklend
- Edhof
- Eggenried
- Finkenried
- Frauenmühle
- Großseiboldsried
- Huberhof
- Kagerhof
- Kattersdorf
- Kerschlhöh
- Kleinseiboldsried
- Kreuzerhof
- Kühhof
- March
- Maschenberg
- Matzelsried
- Metten
- Neigerhöhe
- Neigermühle
- Neusohl
- Obermitterdorf
- Oberneumais
- Oleumhütte
- Pfistermühle
- Pometsau
- Poschetsried
- Regen
- Reinhartsmais
- Richtplatz
- Riedham
- Rinchnachmündt
- Rohrbach
- Sallitz
- Schauerhof
- Schlossau
- Schochert
- Schollenried
- Schönhöh
- Schützenhof
- Schwaighof
- Schweinhütt
- Spitalhof
- Sumpering
- Tausendbach
- Thanhof
- Thurnhof
- Weißenstein
- Weißensteiner-Au
- Wickersdorf
- Wieshof
- Windschnur

Das ursprüngliche Stadtgebiet besteht aus den Stadtteilen Altstadt, Moizerlitz, Bürgerholz, Grubhügel, Riedham und St. Johann.

## Geschichte
Regen wurde vermutlich Ende des 11. Jahrhunderts durch die Propstei Rinchnach gegründet. Erstmals wurde der Ort am 30. März 1148 in einem Schutzbrief von Papst Eugen III. an das Kloster Niederaltaich erwähnt. In diesem wurde bestätigt, dass die Kirche von Regen dem Stift Niederaltaich gehört. Der Ort entwickelte sich zu einem wichtigen Brücken- und Grenzort. 1207 wurde erstmals eine Holzbrücke genannt. Erst 1902–1905 wurde an dieser Stelle die nach dem späteren König Ludwig III. benannte Ludwigsbrücke erbaut.
1254 wurde Regen – immer noch zu Rinchnach gehörend – Klostermarkt. Durch einen Tauschvertrag Herzog Heinrichs XIII. mit dem Abt von Niederaltaich wurde daraus 1270 ein herzoglicher Markt. Diese Entwicklung dauerte bis 1468. In diesem Jahr fasste Herzog Albrecht IV. die Marktrechte in einer Urkunde zusammen (niedere Gerichtsbarkeit, freiwillige Gerichtsbarkeit, Entscheidung über Polizeisachen). 20 Jahre vorher wurde Regen durch Herzog Albrecht III. das Stadtwappen verliehen.
Während der Zeit des Dreißigjährigen Krieges wurde Regen 1633, 1641 und 1648 von den Schweden geplündert und niedergebrannt. Bei dem Feuer, das am Samstag, den 10. Dezember 1633, gelegt worden war, überstand ein Marienbild den Brand eines Bäckerhauses, das später nach Salzburg und vorübergehend nach Nesselwang kam und dort jeweils zur Gründung von Wallfahrtsorten führte, nämlich Maria Plain und Maria Trost.
Seit Ende des 16. Jahrhunderts fanden Ochsen- und Warenmärkte statt. 1827 konnte nach langwierigen Bemühungen am Weinbergacker das erste Schulhaus errichtet werden. 1828 wurde Regen Munizipalgemeinde. Das Jahr 1852 brachte die Gründung einer Mädchenschule.
Am 16. September 1877 wurde die Eisenbahnlinie von Plattling nach Bayerisch Eisenstein eröffnet, an welcher auch der Bahnhof Regen liegt.

### 20. Jahrhundert
Am 1. Januar 1932 wurde Regen zur Stadt erhoben.
Am 24. April 1945 wurden vor dem Einmarsch der Amerikaner noch drei Brücken gesprengt. Es kam zu heftigen Kämpfen, wobei 36 Häuser beschädigt oder ganz zerstört wurden. 33 deutsche Soldaten und 17 Zivilisten starben, 79 einheimische Familien wurden obdachlos.
Die amerikanische Kreis-Militärregierung richtete ihren Sitz in der weitgehend unversehrten Nachbarstadt Zwiesel ein, und am 3. Juli 1945 wurde auf deren Anordnung hin auch die Einrichtung des Landratsamtes nach Zwiesel verlegt. Es begann ein heftiges „Tauziehen“ um den Sitz des Landratsamtes. Dreimal, zuletzt am 8. April 1948 ordnete die Regierung von Niederbayern die Rückverlegung des Amtes nach Regen an. Doch erst durch eine handstreichartige Aktion am 17. April 1948 ab 3.30 Uhr schafften 49 Mann unter Führung von Landrat Werner Haas auf zehn Lastwagen das Landratsamt wieder nach Regen. Dort feierte man die Heimkehrer mit Musik und weiß-blauer Beflaggung, allerdings mussten auf Anordnung der Militärregierung die Feiern eingestellt werden.

## Religionen

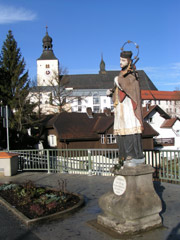
Blick von der Ludwigsbrücke auf die Pfarrkirche St. Michael

- Katholische Pfarrei St. Michael, Regen Bistum Passau
- Katholische Pfarrei Peter und Paul, March Bistum Regensburg
- Evangelisch-Lutherische Kirchengemeinde Regen/Bodenmais, Evangelisch-Lutherische Kirche in Bayern

## Eingemeindungen
1917 kam das Dorf Heilig-Geist mit rund 110 Einwohnern zu Regen. Am 1. April 1962 fiel die Gemeinde Bärndorf an die Stadt Regen, wodurch die Einwohnerzahl auf 6500 anstieg. Am 1. April 1964 folgten Neigerhöhe, Riedham, Wieshof und Huberhof, die zuvor zur Gemeinde Rinchnachmündt gehörten.
Am 1. Juli 1964 kam die Gemeinde Eggenried mit 1260 ha und 584 Einwohnern hinzu. Im Zuge der Gemeindegebietsreform folgten am 1. Januar 1972 die Gemeinde Oberneumais mit 505 Einwohnern und 1241 ha Gemeindefläche sowie am 1. Mai 1978 die Gemeinde Rinchnachmündt mit 1181 ha und 939 Einwohnern und die Gemeinde March mit 1038 ha und 743 Einwohnern.

## Einwohnerentwicklung
1280 hatte Regen etwa 200 Einwohner. Bis Ende des neunzehnten Jahrhunderts änderte sich diese Zahl nur geringfügig. 1828 wurde eine Einwohnerzahl von 1196 und im Jahr 1904 von 2366 Menschen festgehalten. Das 20. Jahrhundert brachte einen größeren Zuwachs, 1974 waren bereits 9029 Einwohner registriert. Diese Zuwachsraten sind u. a. auf Eingemeindungen, die Ansiedlung von Heimatvertriebenen und den Ausbau der Industrie zurückzuführen. Auf Grund der Angebotsvielfalt und der Attraktivität der Stadt wuchs die Bevölkerungszahl weiter stark an, im Jahr 2005 hatte Regen bereits 12.553 Einwohner. Dem allgemeinen Trend (z. B. Geburtenrückgang) konnte sich aber auch Regen nicht entziehen, so waren die Einwohnerzahlen von 2005 bis 2011 rückläufig, steigen jedoch seit 2012 wieder an.
Zwischen 1988 und 2018 stagnierte bzw. sank die Einwohnerzahl von 11.057 auf 11.001 um 56 Einwohner bzw. um 0,5 %.

## Politik

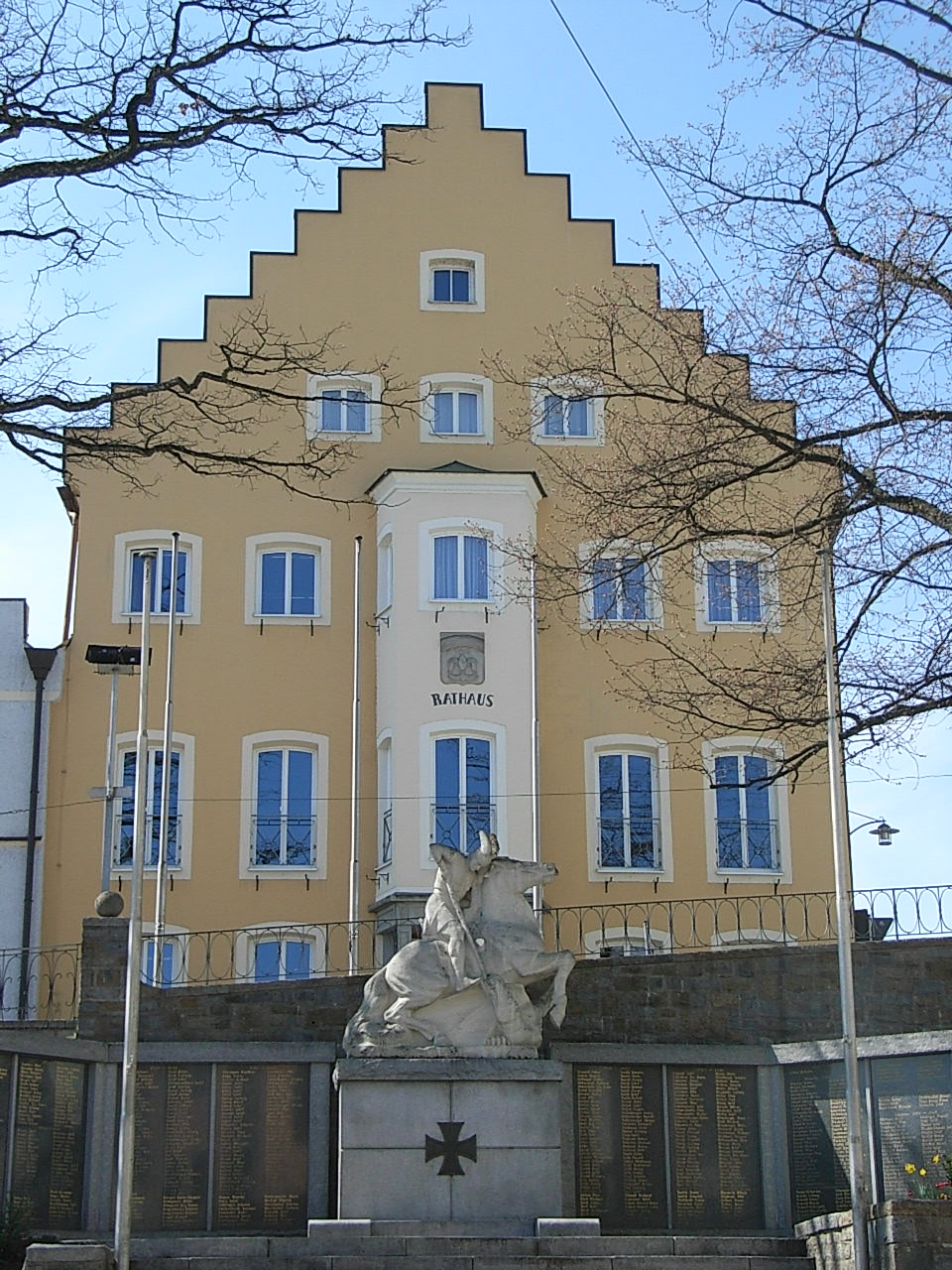
Regens Rathaus mit Kriegerdenkmal

### Bürgermeister
Erster Bürgermeister ist seit Mai 2020 Andreas Kroner (SPD). Dieser setzte sich in der Stichwahl vom 29. März 2020 mit 59,32 % der Stimmen durch.
Von Dezember 2006 bis April 2020 amtierte Ilse Oswald (* 1953) (FWG).

### Stadtrat
Die Kommunalwahl vom 15. März 2020 ergab folgende Sitzverteilung:
| CSU | Freie Wähler | SPD | GRÜNE | Gesamt |
| 9   | 7            | 5   | 3     | 24     |

Im Vergleich zur Wahl 2014 gab es keine Veränderungen.

### Wappen
| Wappen der Stadt Regen | Blasonierung: „In Blau unter einem von Rot, Gold und Blau gestreiften Regenbogen eine silberne heraldische Lilie mit goldenen Staubfäden.“ |
| Wappen der Stadt Regen | Wappenbegründung: Das Wappen wurde der damaligen Marktgemeinde 1448 von Herzog Albrecht III. verliehen. Die Stadtfarben sind Rot – Gelb – Blau. Der Regenbogen steht für den Ortsnamen und die Lilie ist das Ortszeichen, das im 17. Jahrhundert in Siegeln der Gemeinde nachweisbar ist. |

### Städtepartnerschaften
Regen unterhält Partnerschaften mit der hessischen Stadt Eschwege (seit 1997; Städtefreundschaft seit 1967), mit dem französischen Mirebeau sowie mit der bayerischen Stadt Roth.

### Patenschaft
- Heimatkreis Bergreichenstein e. V. (tschech. Kašperské Hory, seit 1984)

## Kultur und Sehenswürdigkeiten

### Museen

Pscheidlkrippe

- 1988 wurde das Niederbayerische Landwirtschaftsmuseum in einem am Stadtplatz stehenden Jugendstilbau eröffnet, das zuvor als Bezirks- und Landratsamt Verwendung fand. Bereits in den 1930er Jahren begannen Regener Bürger für dieses Museumsprojekt Gegenstände zu sammeln. 1966 scheiterte der erste Versuch, ein bäuerliches Museum zu eröffnen.
- Im in den 1980er Jahren eröffneten Museum im Fressenden Haus sind Schnupftabakgläser, eine volkskundliche Sammlung, bei den Ausgrabungen um die Burgruine geborgene Gegenstände und das Arbeitszimmer Siegfried von Vegesacks ausgestellt. Das etwa 900 Jahre alte Gebäude diente als Getreidespeicher der Burg Weißenstein, wurde im 19. Jahrhundert als Gaststätte genutzt und später vom Dichter Siegfried von Vegesack und seiner Frau Clara Nordström als Wohnturm genutzt.
- Heimatmuseum Bergreichenstein
- Die Pscheidl-Krippe mit knapp 300 Figuren stand bis zum Tod von Frau Pscheidl-Krystek im Pscheidl-Haus an der Ludwigsbrücke. Neben den bekannten biblischen Personen wurden mehr oder weniger wichtige Persönlichkeiten der Stadt als Stofffiguren modelliert.

Der gläserne Wald

### Musik
- Liedertafel Regen von 1852 e. V.
- Spielmannszug der Freiwilligen Feuerwehr Regen e. V. (gegründet im Jahr 1973)
- Blaskapelle Regen
- Blasorchester der Stadt Regen e. V. (gegründet im Jahr 1994)

### Bauwerke
- Stadtpfarrkirche St. Michael
- St.-Johann-Kirche
- Heilig-Geist-Kirche; diese wurde 1421–1425 als Spitalkirche erbaut.
- Die evangelische Kirche wurde von 1957 bis 1958 erbaut.
- Die Burgruine Weißenstein liegt im zwei Kilometer südlich vom Stadtplatz gelegenen Ortsteil Weißenstein.
- Seit dem Jahr 2000 entsteht vor dem Museum Fressendes Haus der Gläserne Wald. Dabei handelt es sich um eine prämierte und stetig wachsende Sammlung von Glasskulpturen in Baumform.
- Der 1948 als neuer Mittelpunkt des Stadtplatzes (an Stelle des früheren, im neunzehnten Jahrhundert abgerissenen Rathauses) errichtete Marienbrunnen, wurde 2012 im Rahmen der Generalsanierung des Stadtplatzes Richtung Ludwigsbrücke versetzt. Die Mariensäule ist aus dem Jahr 1872. Der Stadtplatz wird von Häusern des 19. Jahrhunderts umgeben, darunter das Rathaus von 1820.
- Bier- und Eiskeller (seit Frühjahr 2009 aktivieren die Postkellerfreunde die noch begehbaren alten Keller in der Pfleggasse)

### Parks

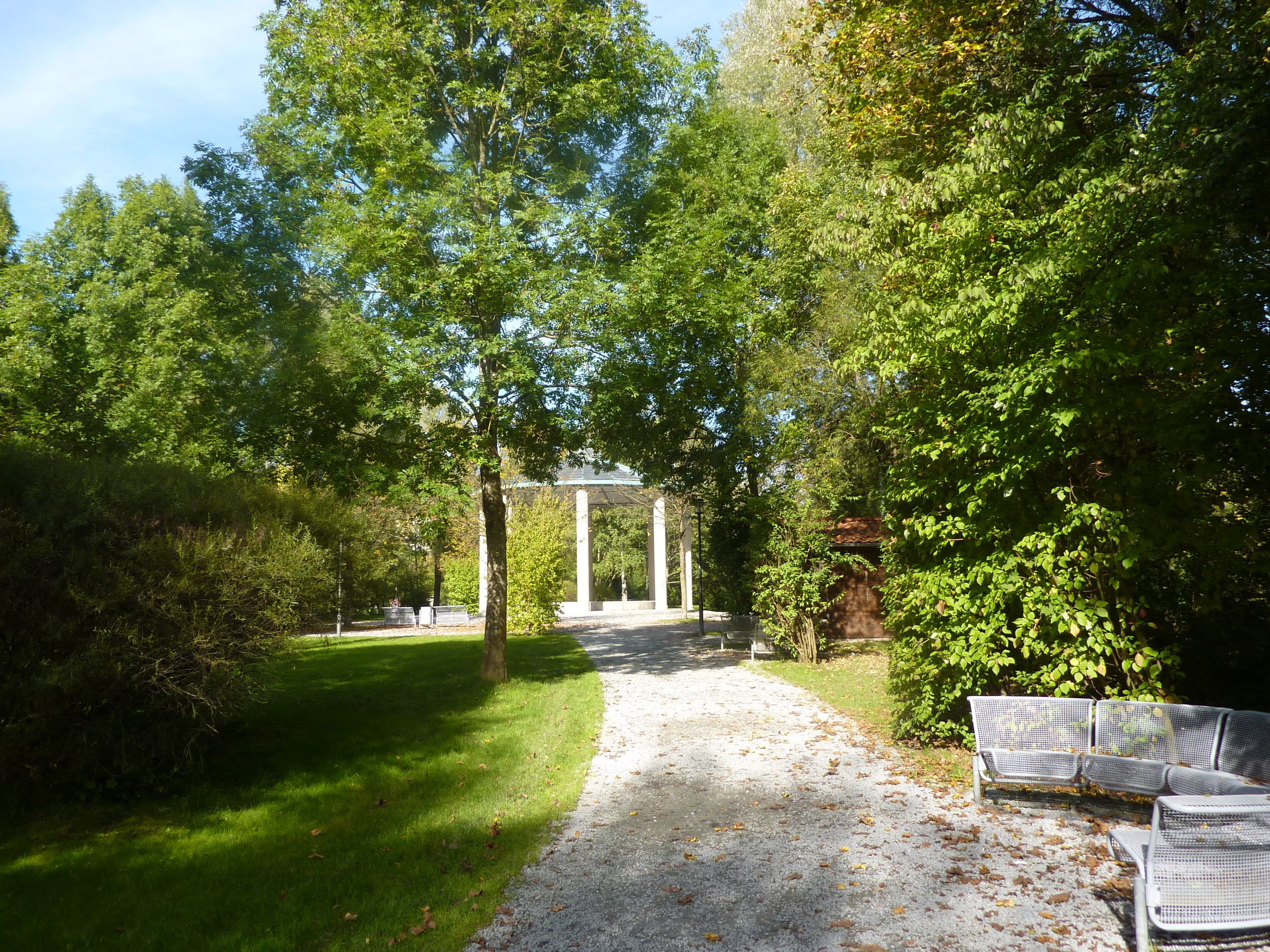
Pavillon im Kurpark Regen

- Der Kurpark auf der Regeninsel wurde Ende der 1980er Jahre auf dem Gelände eines ehemaligen Sägewerks eingerichtet und umfasst zudem ein kleines Wegenetz den Fluss aufwärts. 2004/05 wurde der Kurpark um ein bis dahin brachliegendes Fabrikgrundstück auf der gegenüberliegenden Flussseite erweitert. Neben landschaftsgärtnerischen Gestaltungen sind im Kurpark diverse Skulpturen und der Gläserne Knoten zu sehen.
- Der Waldschmidtpark grenzt an die Kurparkerweiterung von 2004/05 und ist ein an der sogenannten Sauheng gelegenes Waldstück. Teil dieses Parks ist der Malerwinkel, der seinen Namen wegen des guten Blicks auf den Fluss und die Stadt hat.

### Naturdenkmäler
- Der Pfahl ist ein 150 km langer Quarzfelsenzug. Im Ortsteil Weißenstein erreicht er mit über 750 m seine höchste Stelle, an der die Burg Weißenstein erbaut wurde.

### Sport
- Freizeitmöglichkeiten

Verschiedene Mannschafts- und Einzelsportarten, wie bsp. Badminton, Basketball, Billard, Darts, Eislauf, Eisstockschießen, Faustball, Fitness-Studio, Fußball, Gewichtheben, Handball, Ju Jutsu, Kanu, Karate, Klettern, Leichtathletik, Radsport, Schach, Schwimmen, Skifahren, Tennis, Tischtennis, Wandern.
- Sportliche Ereignisse und Erfolge
  - Im Winter 1961 fanden auf dem Regener See die 11. Europa-Meisterschaften im Eisstockschießen statt. 1982 und 2009 wurden diese in der Eishalle ausgetragen. 1971 gewannen die Frauen des TSV Regen den Mannschaftstitel. 2020 wurde die Weltmeisterschaften im Eisstockschießen in der Eishalle und auf einer angrenzenden extra hierfür errichteten Bahn ausgetragen.
  - 1964 wurden in Regen die 1. Niederbayerischen Jugendspiele ausgetragen.
  - 1990 wurde die Gewichthebersparte des TSV Regen Deutscher Mannschaftsmeister.

### Regelmäßige Veranstaltungen
- Das Pichelsteinerfest, 1874 erstmals im kleinen Kreis gefeiert, ist heute das größte Fest im Bayerischen Wald. Der Name des Fests kommt vom gleichnamigen Gericht. Im Laufe der Zeit kamen als Rahmenprogramm die Pichelsteiner-Serenade des Blasorchesters Regen (Donnerstag), ein Festumzug (Sonntag), eine abendliche Gondelfahrt (Samstag), ein großes Feuerwerk (Mittwoch) und Wasserspiele hinzu. 1938 entwarf der Regener Malermeister Friedrich Biller das Pichelsteinerbübchen als Markenzeichen des Fests. Im Jahr 2017 erhielt der ausrichtende Verein den Heimatpreis Bayern.[9]
- Seit 1957 findet jeden Ostermontag der von der Ortsgruppe der Katholischen Landjugendbewegung organisierte Osterritt statt. An dem Ritt durch die Stadt und der Segnung der festlich geschmückten Pferde nehmen jährlich etwa 500 Reiter mit ihren Pferden teil.
- Alle zwei Jahre (gerade Jahreszahlen) findet in Regen an Pfingsten die Volksmusikveranstaltung drumherum, das größte Volksmusikfestival Bayerns, statt. Über 50.000 Besucher aus nah und fern strömen dann jeweils in die Stadt, um den hunderten von Musikgruppen, die über die ganze Stadt verteilt aufspielen, zuzuhören, zu tanzen, diverse Volksmusikseminare und die Musikinstrumente-Messe zu besuchen.
- In den Jahren zwischen dem Drumherum wird im August eine Flussbühne aufgebaut. Hier musizieren Musiker unterschiedlichster Musikrichtung auf einer im Regenfluss erbauten Bühne.
- Während der Sommermonate finden im Pavillon auf der Kurinsel jeden Sonntagvormittag Konzerte statt.
- Dichterlesungen im Fressenden Haus und der Stadtbücherei
- Alle zwei Jahre findet in Weißenstein das Ritterspektakel mit großem Mittelaltermarkt statt.
- Christkindlmärkte gibt es am 1. Adventswochenende entlang des Regener Kurparks, und am 2./3. Adventswochenende im Ortsteil Schweinhütt (Waldweihnacht).

## Wirtschaft und Infrastruktur

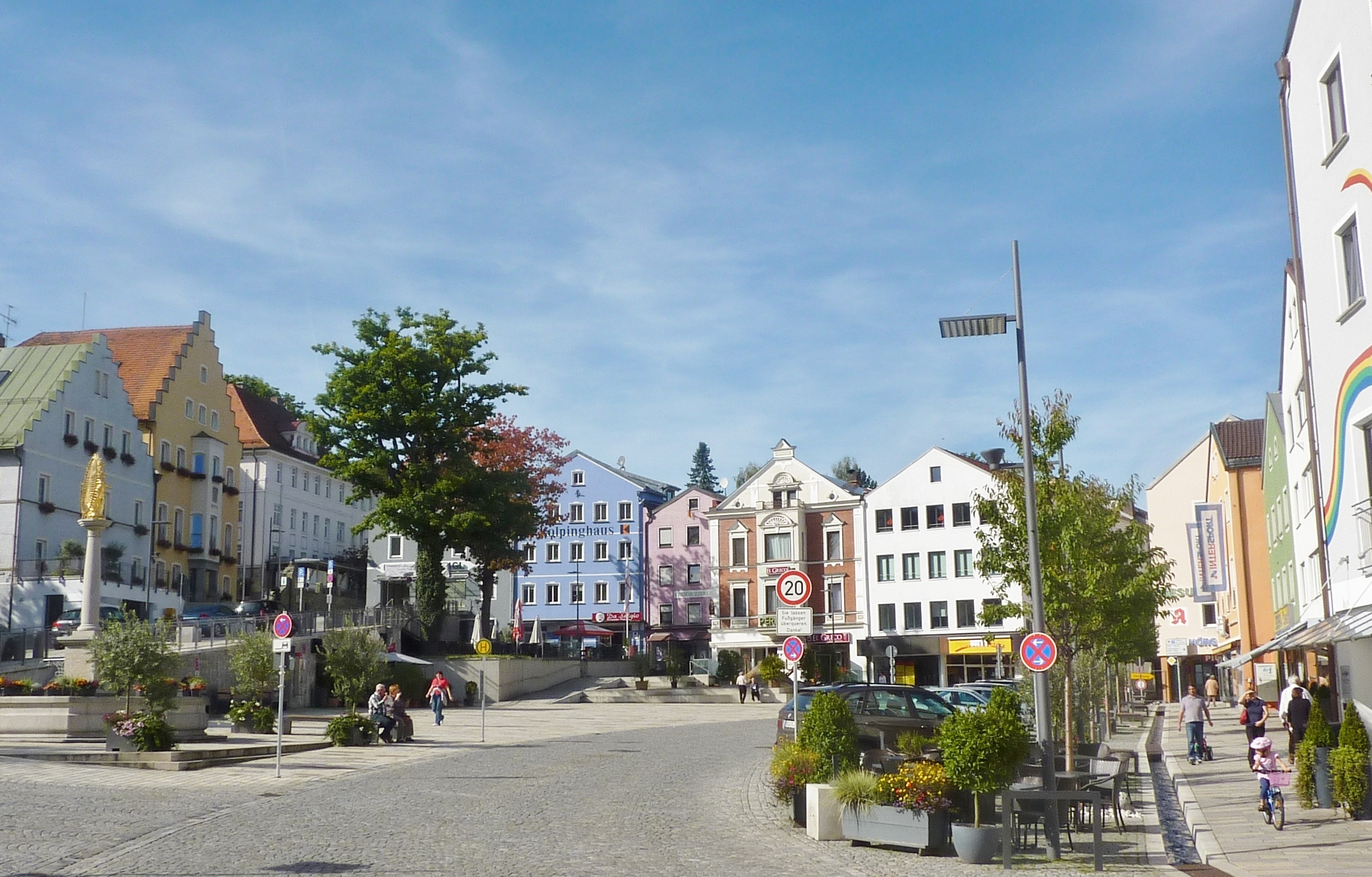
Stadtplatz Regen

In Regen gibt es über 5600 sozialversicherungspflichtige Arbeitsplätze sowie mehrere Gewerbe-/Industriegebiete.
Mit über 30 Fachgeschäften und einem Kaufhaus bietet der Einkaufspark Regen ein breites Spektrum an Einkaufsmöglichkeiten.
Bankstellen unterhalten in Regen die Postbank, Sparda-Bank, Sparkasse und die VR-Bank.

### Gesundheitsversorgung
- Allgemeinärzte
- Apotheken
- Fachärzte (Beispiele)
  - Augenheilkunde
  - Chirurgie
  - Frauenärzte
  - HNO
  - Hautärzte
  - Internisten
  - Kieferorthopädie
  - Kinderärzte
  - Neurochirurgie
  - Neurologie
  - Oralchirurgie
  - Orthopädie
  - Urologie
- Heilpraktiker
- Krankengymnastikpraxen
- Logopäden
- Medizinische Versorgungszentren (MVZ)
- Orthopädie-Technik / Sanitätshäuser
- Tierärzte
- Zahnärzte

Das Bayerische Rote Kreuz hält eine Rettungswache in Regen vor.

### Pflegeeinrichtungen
- Altenpflegeheim
- Ambulante Pflegedienste
- Betreutes Wohnen für Senioren
- Betreutes Wohnen für behinderte Menschen

### Ansässige Großunternehmen (Auszug)
- Rodenstock GmbH
- Qioptiq GmbH & Co. KG
- Schock GmbH
- Holz Schiller GmbH
- ehemalige Unternehmen
  - Zement- und Betonwerk Max Biller
  - Zement- und Betonwerk Bachl
  - Zündholzfabrik Müller (ab 1863; das Gebäude ging später an Rodenstock)
  - Orgelbauanstalt Edenhofer (1850–1897)

### Verkehr
- Zwei Bundesstraßen (B11 und B85) vereinigen sich dreizehn Kilometer westlich der Stadt bei Patersdorf und trennen sich südlich der Stadt wieder Richtung Passau bzw. Bayerisch Eisenstein.
- Anbindung an die Bahnstrecke Plattling–Bayerisch Eisenstein im Stundentakt durch Züge der Waldbahn mit den Bahnhöfen Regen und Triefenried (bei March)
- Regional- und Stadtbuslinien erschließen die Stadt mit dem Umland. Am Bahnhof existiert ein Busbahnhof.
- Die Stadt ist eingebunden in das „Nationalparkverkehrskonzept Bayerischer Wald“ mit Bayerwald-Ticket-Verbundfahrschein und ab 1. Dezember 2010 GUTi-Gästekarte.
- Seit Mai 2016 gibt es im gesamten Landkreis Regen Rufbusse. Von diesen verkehren mittlerweile fünf Linien von und nach Regen.

### Medien
- Bayerwald-Bote
- Stadtanzeiger

### Öffentliche Einrichtungen
- Ämter
  - Amt für Ernährung, Landwirtschaft und Forsten
  - Arbeitsamt
  - Landratsamt
  - Gesundheitsamt
  - Veterinäramt
  - Polizeiinspektion
  - Schulamt
  - Stadtverwaltung
  - Notariat

- Hilfsorganisationen
  - Bayerisches Rotes Kreuz
  - Caritas
  - Freiwillige Feuerwehr Regen
  - Kolpingwerk
  - Lebenshilfe für Behinderte
  - Rettungshundestaffeln
  - Technisches Hilfswerk
  - VdK

### Bildung
- 4 Kindergärten/ 2 Kinderhorte/ 1 KiTa-Einrichtung
- 2 Grundschulen
- Mittelschule (M 10-Zug)
- Realschule
- Berufsschule, Sonderberufsschule
- Fachoberschule (Sozialwesen, Technik, Wirtschaft) bis zur FOS13 möglich (= allgemeine Hochschulreife)
- Berufsoberschule (Technik)
- Förderschulen
- vhs – Volkshochschule für den Landkreis Regen
- Musikschule

## Garnison
Seit 1960 ist Regen Standort der Bundeswehr. In der Bayerwald-Kaserne ist seit Jahrzehnten das Panzergrenadierbataillon 112 (bzw. zeitweise Jägerbataillon 112) stationiert, das gegenwärtig der Panzerbrigade 12 untersteht.

## Ehrenbürger
- Anton Primbs, 12. Juli 1881
- Josef Schmid (P. Bernhard, OSB), 6. November 1884
- Anton Wisberger (Bezirksarzt), 11. Oktober 1886
- Josef Grassl (Volksschullehrer), 1. September 1888
- Franz Xaver Wieberger (Benefiziat), 2. November 1894
- Franz Xaver Geyer (1859–1943), Missionsbischof, 11. Oktober 1912
- Franz Xaver Heindl (Oberamtsrichter), 27. April 1914
- Johann Partheter (Kaminkehrermeister, Bürgermeister), 25. November 1915
- Alois Müller (Fabrikbesitzer), 17. Dezember 1917
- Josef Rodenstock (1846–1932), Fabrikbesitzer, 27. Januar 1918
- Hans Vogel (Professor, Geheimer Hofrat), 29. Juli 1932
- Gotthard Oswald (Pfarrer), 27. Juni 1947
- Franz Xaver Geyer (Sportler), 5. April 1950
- Wilhelm Schwinn, 22. Juli 1969
- Johann Baptist Falter (Besitzer Brauerei Falter), 18. Februar 1971
- Rolf Rodenstock (1917–1997), Fabrikbesitzer, 24. Februar 1977

## Persönlichkeiten
- Heinrich von Pechmann (1774–1861), Architekt, Wasserbauingenieur und Autor
- Adalbert von Pechmann (1777–1860), Passauer Weihbischof, Domdekan und Generalvikar
- Anton Ranzinger (1840–1924), Kirchenmaler und Restaurator
- Jakob Ertl (1875–1957), Schriftsteller
- Clara Nordström (1886–1962), schwedische Schriftstellerin
- Siegfried von Vegesack (1888–1974), baltischer Dichter
- Josef Schwannberger (* 19. Mai 1893; † 19. März 1969), Schreinermeister; Ehrenbriefinhaber (1953) und Ehrenbürgermeister (1960)
- Fritz Weber (1920–2000), Politiker (SPD)
- Paul Groß (1922–1963), Politiker und Landtagsabgeordneter (SPD)
- Josef und Maria Pscheidl, Erbauer der Pscheidl-Krippe
- Willi Killinger (* 1943), Kommunalpolitiker (CSU)
- Reinhold Otto Werner (1947–2015), Romanist, Hispanist und Lexikograf
- Ruth Hagengruber (* 1958), Philosophin
- Josef Braml (* 1968), Politikwissenschaftler
- Thomas Götz (* 1968), Psychologe
- Anton Schmaus (* 1981), Koch

## Sonstige Einrichtungen
- Kinocenter (3D-Kino)

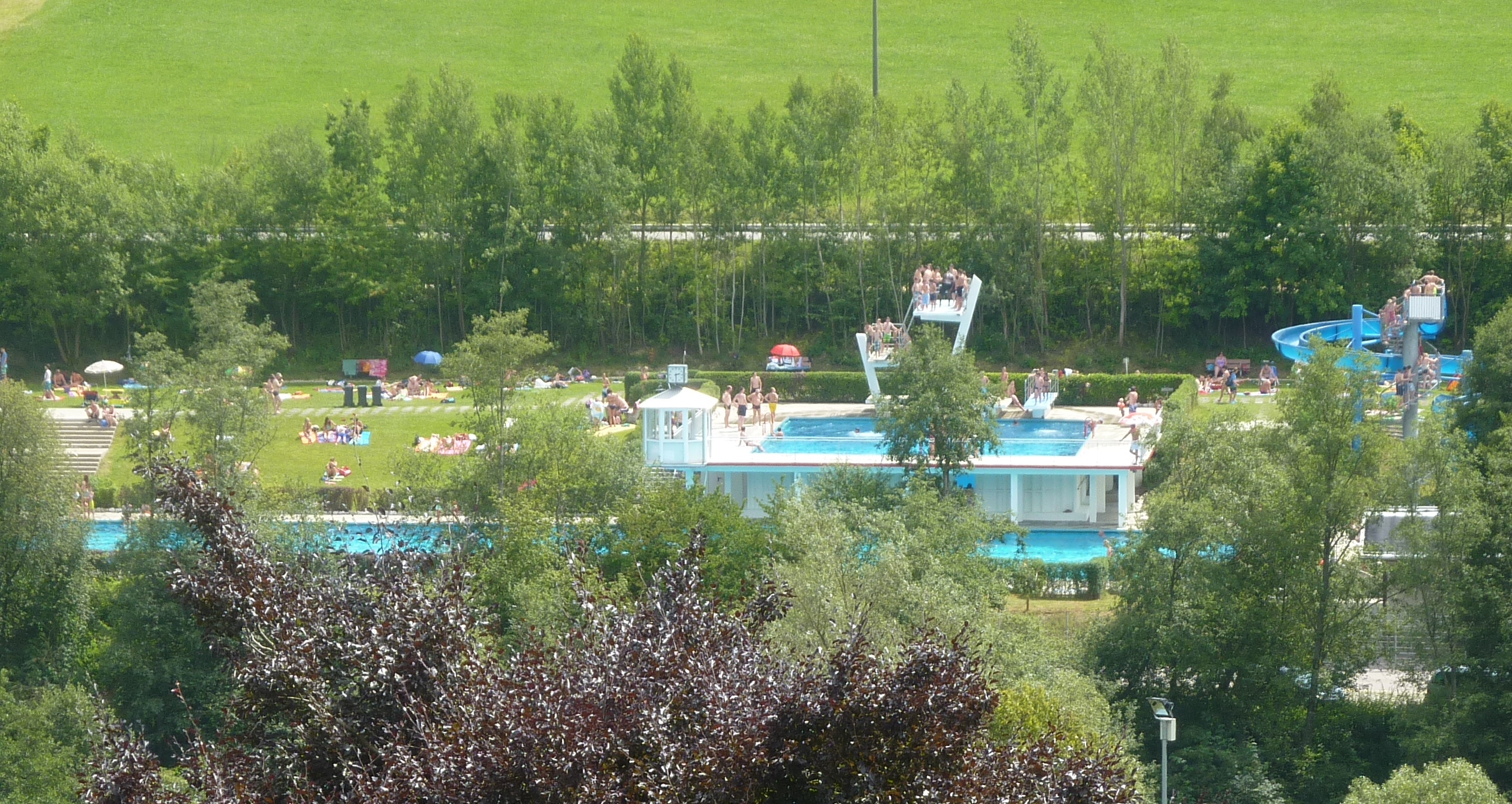
Freibad in Regen

- Sportcamp und Jugend-Feriendorf Raithmühle des BLSV, 1957 von Gottfried Sandner (Konrektor an der Regener Hauptschule, gestorben 1974) gegründet
- Eishalle
- Freibad
- Fußballplätze
- Minigolfanlage
- Sporthallen
- Stadtbücherei
- Galerie Kalina
- Regener See, ein künstlicher Stausee des Schwarzen Regens